# Нери Силва, Даниэл
Даниэл Нери Силва (порт.-браз. Daniel Nery Silva), также известный как Баталья (порт.-браз. Batalha) или Даниэл Баталья (порт.-браз. Daniel Batalha; род. 23 января 1989, Баталья, Алагоас) — бразильский игрок в мини-футбол, защитник. Выступает за клуб «Атлантико» (Эрешин).

## Биография
Родился в муниципалитете Баталья в штате Алагоас, получил прозвище в честь места рождения.
Четырежды стал чемпионом штата Алагоас по футзалу. После этого играл в команде «Америка» из муниципалитета Тапера (штат Риу-Гранди-ду-Сул); хорошо проявил себя в первенстве штата. В 2016 году подписал контракт с клубом «АЛАФ» (порт.-браз. Associação Lajeado de Futsal, ALAF) из муниципалитета Лажеаду, выступавшим в чемпионате Бразилии.
В 2017 перешёл в клуб «Пату» из Пату-Бранку, с которым за два сезона выиграл вначале чемпионство штата Парана в 2017 году, а затем и Лигу южных штатов, Кубок (Чашу) и чемпионат Бразилии в 2018 году. В том же сезоне Баталья был признан лучшим защитником турнира.
В 2019 присоединился к «Коринтиансу» из Сан-Паулу. За два с половиной сезона в команде стал обладателем значимых трофеев на уровне штата и страны.
Перед сезоном 2021/22 Даниэл перешёл в клуб «КПРФ». В составе «коммунистов» Баталья стал чемпионом России в сезоне 2022/23, завоевал Кубок России 2024/25.
По окончании сезона 2024/25 перешёл в клуб «Атлантико» (Эрешин).

## Достижения
Командные
- Чемпион России: 2022/23
- Обладатель Кубка России: 2024/25
- Чемпион Бразилии: 2018
- Обладатель Кубка Бразилии: 2019
- Обладатель Чаши Бразилии: 2018
- Обладатель Суперкубка Бразилии (2): 2019, 2020
- Чемпион штата Сан-Паулу (Лига Паулиста): 2019
- Чемпион штата Сан-Паулу (порт.-браз. Campeonato Paulista de Futsal): 2019
- Чемпион штата Парана: 2017
- Чемпион Лиги Юга Бразилии[порт.]: 2018
- Чемпион штата Алагоас (4)[1]
- Чемпион Серебряной серии чемпионата штата Риу-Гранди-ду-Сул: 2013

Личные
- Лучший защитник чемпионата Бразилии: 2018
- Лучший защитник чемпионата России: 2022/23

## В поп-культуре
В честь победы Батальи в чемпионате России популярный певец в стиле música sertaneja (бразильское кантри) и земляк Даниэла Женинью Баталья записал песню «Даниэл Баталья, Победитель» (порт.-браз. Daniel Batalha o Vencedor).